# Eugenio Barsanti

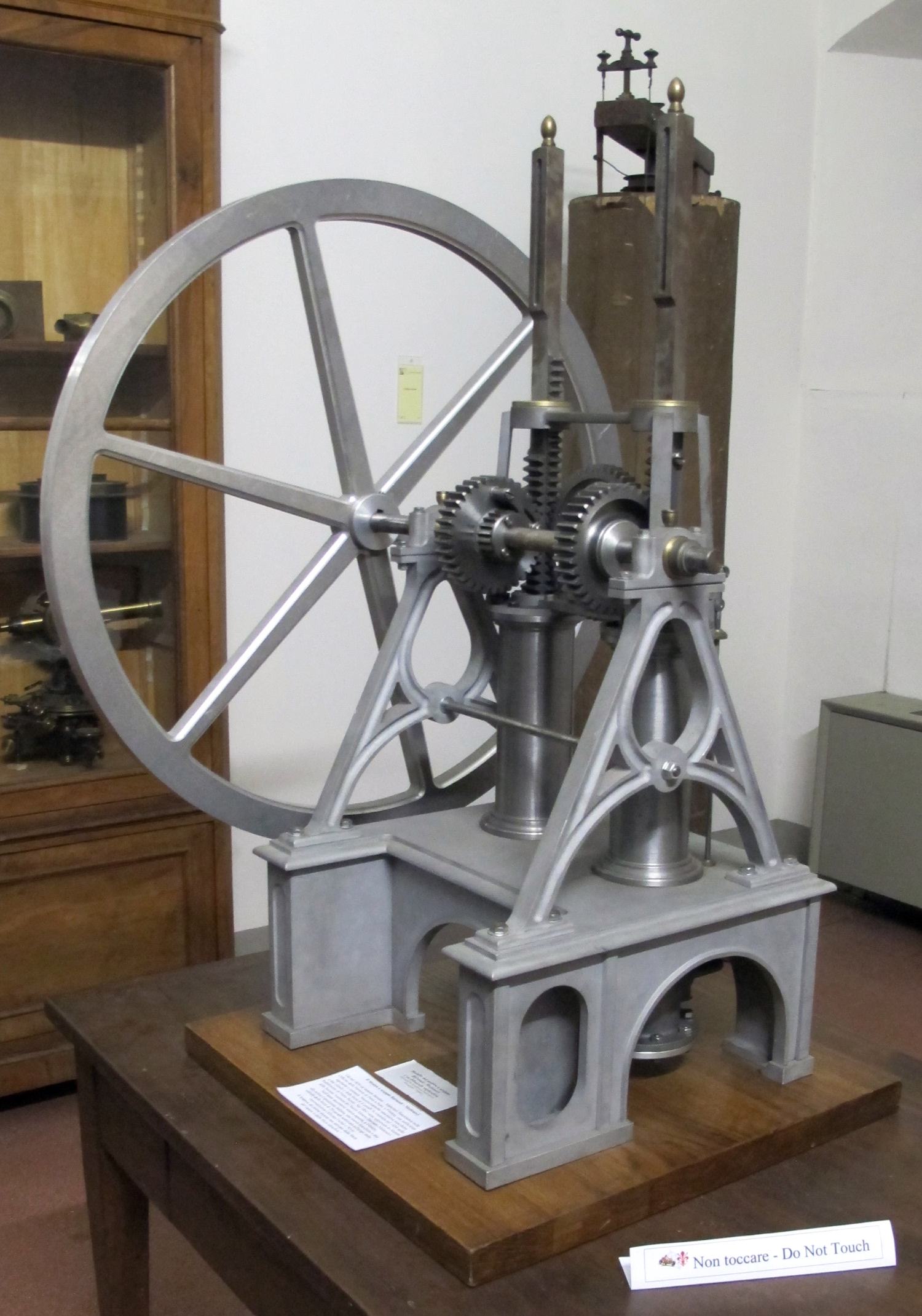
Modelo del motor Barsanti-Matteucci.

Eugenio Barsanti (12 de octubre de 1821 - 19 de abril de 1864) fue un sacerdote e ingeniero italiano, conocido por trabajar junto a Felice Matteucci en la invención del motor de combustión interna.

## Biografía
Realizados sus estudios en un centro de los padres escolapios, a los 17 años entró en la orden religiosa de las Escuelas Pías y cambió su nombre de pila (Niccoló) por el de Eugenio. Ordenado sacerdote, llegó a ser titular de la cátedra de filosofía, matemática y física en el Colegio San Miguel de Volterra.
En 1843, mientras ilustraba a los alumnos el funcionamiento de la pistola de Volta, tuvo la intuición de un sistema para transformar en trabajo mecánico la energía desarrollada por la explosión de una mezcla de hidrógeno y oxígeno. A continuación se dedicó a una serie de experimentos y de estudios, que se extendieron de 1848 a 1854, asegurándose la colaboración de Felice Matteucci. Durante una estancia en Lieja, cuando la sociedad Cockerill estaba a punto de comenzar la realización industrial de su descubrimiento, Barsanti fue afectado por las fiebres tifoideas, de las que murió el 18 de abril de 1864.